# 호복기사

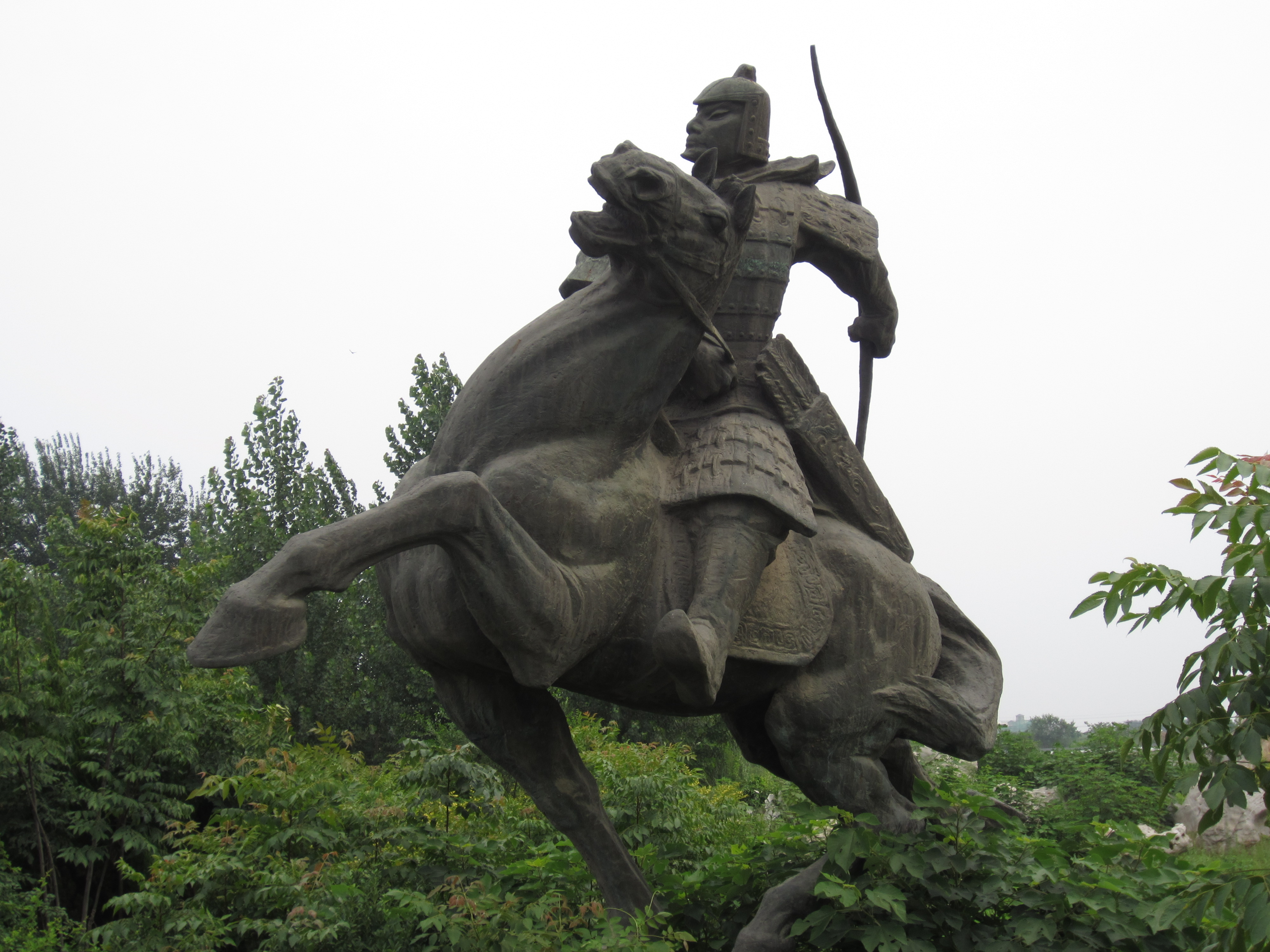
호복기사소상. 원래 한단시 철도역 광장에 위치했으나 현재 조원공원으로 이동했다.

호복기사(胡服騎射)는 중국 전국시대 때 조 무령왕이 기원전 306년부터 실시한 군제 및 복제개혁이다.
전국시대 때 조나라는 흉노와 북쪽 국경을 맞대고 있었다. 흉노는 기병이 강했고, 한편 진나라와 산동의 다른 5국은 창보병이 강했다. 조나라에는 말은 많았지만 그 말들로 기병을 편성하지 않고 전차 운전에만 말을 사용했다. 조 무령왕은 흉노 기병과 충돌하면서 기병의 강인함과 기동성을 이해했다.
전국칠웅의 기병은 무거운 갑주를 갖추었는데, 반면 흉노 기병은 비교적 경장갑으로 여럿이 움직이며 빠르게 치고 빠지는 기동전을 구사했다. 그래서 이런 흉노의 장점을 반영한 개혁을 하기로 했고, 비의를 비롯한 대신들이 참여했다. 개혁의 일환으로 소매통이 좁고 바지를 착용하는 호복과 기마궁술을 도입했다. 무령왕의 개혁의 결과 조군은 점차 강해져서 중산국을 멸망시키고 임호와 누번을 무찔렀다. 이렇게 조나라는 전국칠웅의 반열에 오르게 되었다.
중국사에 진정으로 유의미한 기병이 탄생한 것은 이 호복기사가 처음이라고 평가된다. 다만 이 때는 등자가 없었기 때문에 기병이 완전한 위력을 발휘할 수 없었다. 때문에 기병의 역할은 정찰이나 교란으로 한정되었고 고대 중국의 주력은 여전히 보병이었다.